# Porcellio longiflagellata
Porcellio longiflagellata là một loài chân đều trong họ Porcellionidae. Loài này được Wahrberg miêu tả khoa học năm 1922.